# Liste der Monuments historiques in Niederrœdern
Die Liste der Monuments historiques in Niederrœdern führt die Monuments historiques in der französischen Gemeinde Niederrœdern auf.

## Liste der Objekte
| Bezeichnung                | Beschreibung | Standort                                  | Kennzeichnung | Schutzstatus   | Datum     | Bild           |
| -------------------------- | --- | ----------------------------------------- | ------------- | -------------- | --------- | -------------- |
| Orgel                      | Ensemble aus PM67001062 und PM67000204 | in der Kirche St-Jacques-le-Majeur (Lage) | PM67001061    | Inscrit Classé | 1976 1974 | weitere Bilder |
| Orgelprospekt              | 1754 von Johann Karl Baumann (oder Johann Friedrich Alffermann?) für die Simultankirche in Soultz-sous-Forêts gebaut, 1862 durch Stiehr-Mockers nach Niederrœdern versetzt | in der Kirche St-Jacques-le-Majeur (Lage) | PM67001062    | Inscrit        | 1976      | weitere Bilder |
| Instrumentalteil der Orgel | 1754 von Johann Karl Baumann (oder Johann Friedrich Alffermann?) für die Simultankirche in Soultz-sous-Forêts gebaut, 1862 durch Stiehr-Mockers nach Niederrœdern versetzt | in der Kirche St-Jacques-le-Majeur (Lage) | PM67000204    | Classé         | 1974      | weitere Bilder |